# Puente de Fatih Sultan Mehmet
El puente de Fatih Sultan Mehmet o Segundo puente del Bósforo (en turco: Fatih Sultan Mehmet Köprüsü, abreviado FSM, o 2. Boğaziçi Köprüsü), nombrado en honor al Sultan Mehmed II, es el segundo puente de Estambul que cruza el Bósforo uniendo así las partes europeas y asiáticas de la antigua capital turca. Se inauguró en 1988 y está localizado a 5 km al norte del puente del Bósforo (Boğaz Köprüsü) construido en 1973. Este puente, destinado únicamente para vehículos pesados, además de ayudar en el tráfico de la capital sirve para enlazar con la autopista entre Edirne y Ankara. 
Al igual que el puente del Bósforo, se trata de un puente colgante. La distancia de orilla a orilla es de 1510 m, mientras que la longitud del vano central es de 1090 m con pilares a una altitud de 105 m sobre la calzada. El gálibo para el tráfico marítimo es de 64 m, lo que permite el paso de navíos de gran tamaño como portaaviones y cruceros.

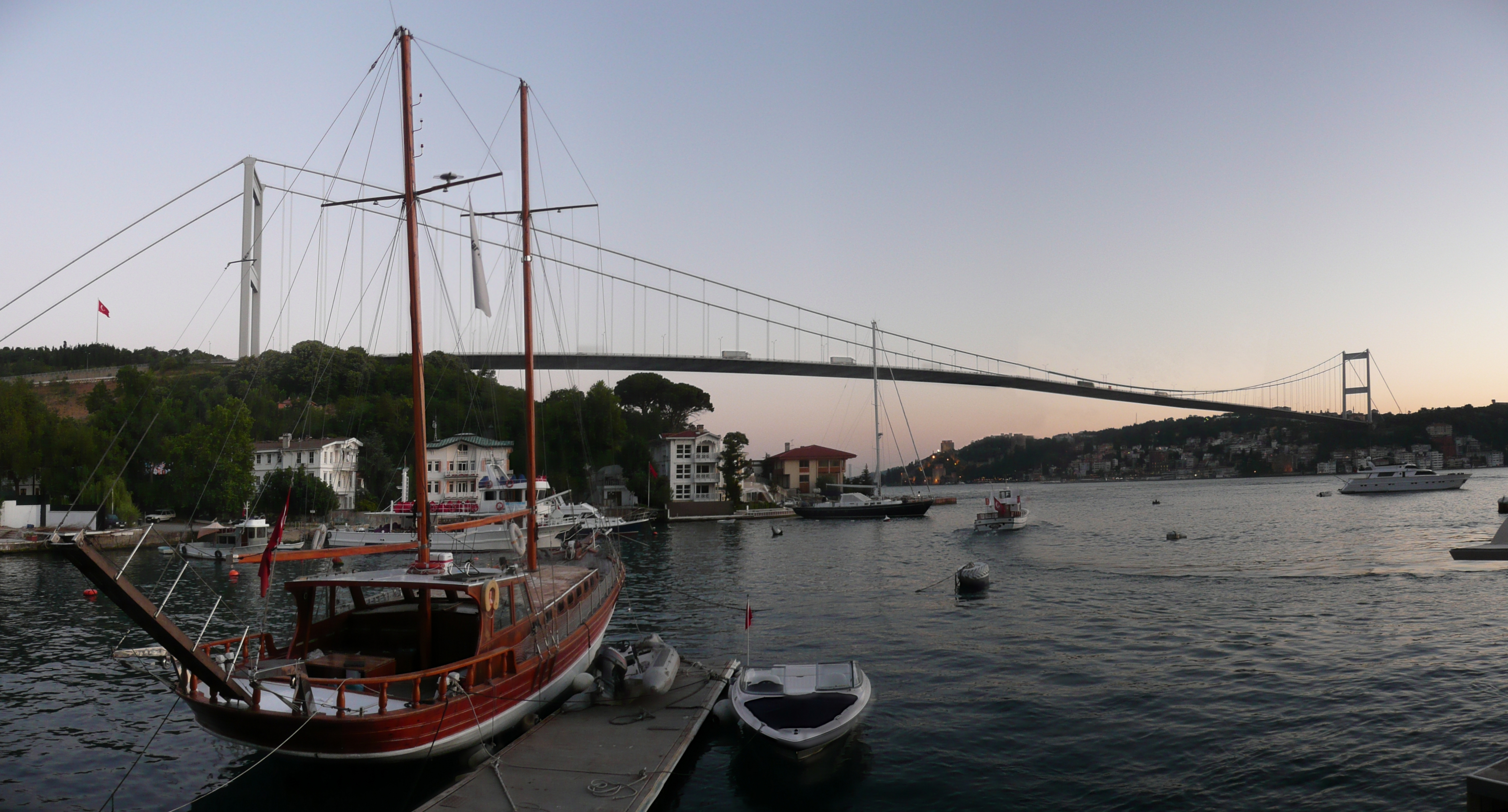
El puente de Fatih Sultan Mehmet al atardecer.

El puente lo construyó un conglomerado de empresas japonesas, italianas y turcas siguiendo los planos de Freeman, Fox & Partner y BOTEK Bosphorus Technical Consulting. Los costes de construcción ascendieron a 130 millones de dólares estadounidenses. El puente lo inauguró el entonces presidente turco Turgut Özal el 3 de julio de 1988.
Los 39 m de anchura de la calzada alojan 8 carriles y 2 carriles de emergencia. El sentido de los carriles no es fijo para adecuarse a los flujos del tráfico. Los días laborables se habilitan 5 carriles en sentido oeste por la mañana y 5 en sentido este por las tardes para adecuarse a los traslados de Asia a Europa, donde están la mayor parte de los puestos de trabajo.